# Aufhebung des Jesuitenordens

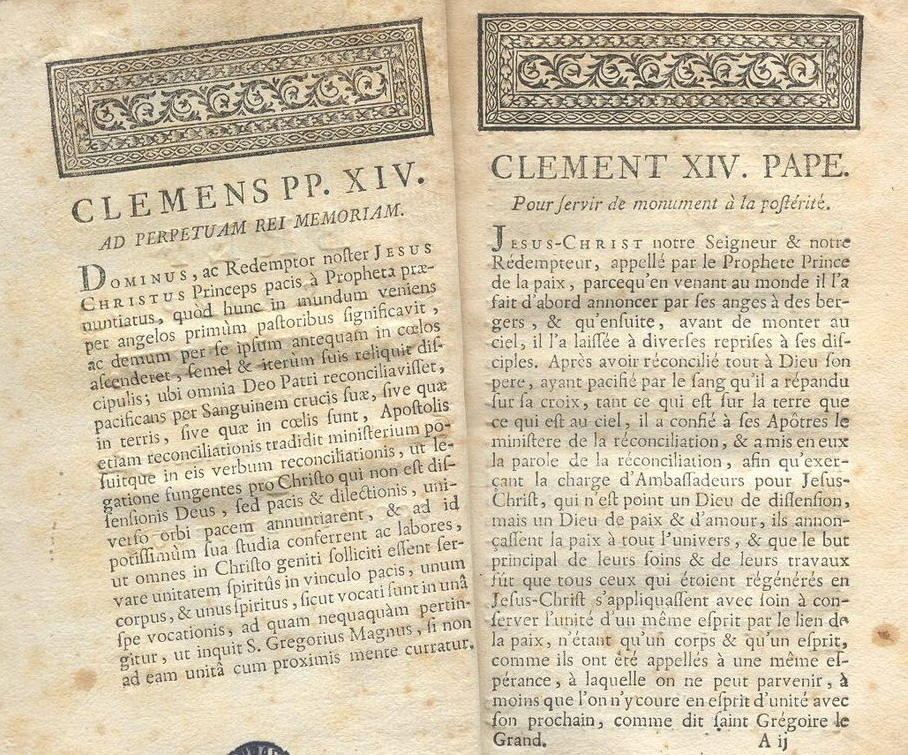
Erste Seite der päpstlichen Aufhebungsurkunde Dominus ac Redemptor vom 21. Juli 1773 in Latein und Französisch

Die Aufhebung des Jesuitenordens erfolgte im Jahr 1773 durch Papst Clemens XIV. auf Druck der Könige von Frankreich, Spanien und Portugal. Bei den Angriffen auf den Jesuitenorden spielten verschiedene Verschwörungstheorien eine große Rolle. Der in der neuzeitlichen Kirchengeschichte einzigartige Vorgang im Zeitalter der Aufklärung raubte dem Papsttum eine wichtige Stütze. Am Kampf gegen die Jesuiten waren Aufklärer maßgeblich beteiligt. Die Aufhebung wurde im Jahr 1814 von Papst Pius VII. rückgängig gemacht.

## Verbot in Portugal

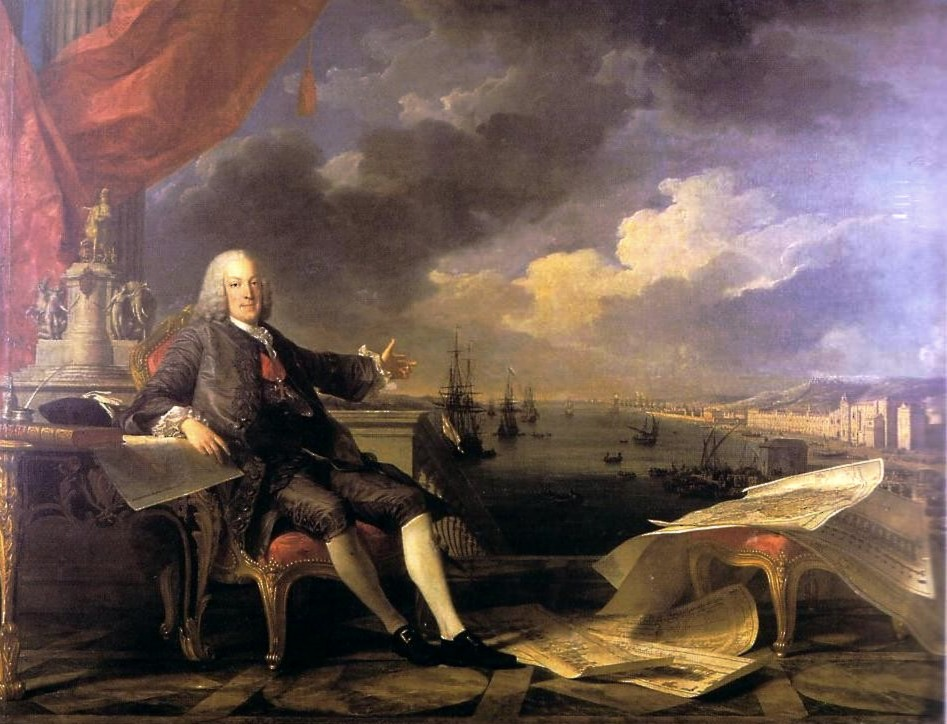
Sebastião José de Carvalho e Melo, der spätere Marquês de Pombal

In Portugal war der leitende Minister Sebastião José de Carvalho e Melo (seit 1769 Marquês de Pombal) ein Anhänger des aufgeklärten Absolutismus. Ihm waren die Jesuiten schon deshalb ein Dorn im Auge, weil sie sich den Versuchen widersetzten, die portugiesische Kirche der absoluten Macht seines Königs, Joseph I., zu unterwerfen. Konkreter Anlass der Feindschaft gegen den Orden waren die Jesuitenreduktionen in Südamerika. Als im Jahr 1750 sieben dieser Siedlungen geräumt werden sollten, weil ihr Gebiet bei einem Gebietstausch an die spanische Krone fallen sollte, wehrten sich die dort lebenden Indios gewaltsam gegen ihre Umsiedlung (Krieg der sieben Reduktionen). Obwohl der Orden die Indios zum Gehorsam aufgerufen hatte, machte Carvalho e Mello ihn für den fünf Jahre währenden Kleinkrieg verantwortlich. Dies genügte zusammen mit dem Vorwurf, die Jesuiten würden in den Kolonien einen „Staat im Staate“ bilden, um die übrig gebliebenen Reduktionen in Brasilien auflösen zu lassen. Die öffentliche Predigt des italienischen Jesuiten Gabriel Malagrida, wonach das verheerende Erdbeben des Jahres 1755, das Lissabon zerstörte, die Strafe für die gottlose und kirchenfeindliche Politik der Regierung sei, vergiftete die Beziehungen weiter.
Ein Attentat auf den König im September 1758 brachte das Fass zum Überlaufen. Sebastião José de Carvalho e Melo stellte, ohne zureichende Beweise präsentieren zu können, die Jesuiten als Drahtzieher des Anschlags hin und ließ Malagrida und neun weitere Patres verhaften. In Dekreten Josephs I. vom 19. Januar 1759 wurde das Vermögen des Ordens beschlagnahmt und den Jesuiten das Verlassen ihrer Wohnungen und jeglicher Verkehr mit Weltlichen untersagt; ein Gesetz vom 3. September 1759 regelte die „sofortige und völlige Ausweisung“ der Mitglieder der Gesellschaft Jesu, im Oktober erfolgte die Ausweisung sämtlicher Jesuiten aus Portugal.
Jesuiten der portugiesischen Kolonien wurden dort interniert, ab 1761 nach Portugal transportiert und über 16 Jahre bis zum Ableben des Königs ohne persönliche Gerichtsverfahren inhaftiert, wie etwa der deutsche Arzt und Afrikamissionar Moritz Thomann.

## Verbot in Frankreich

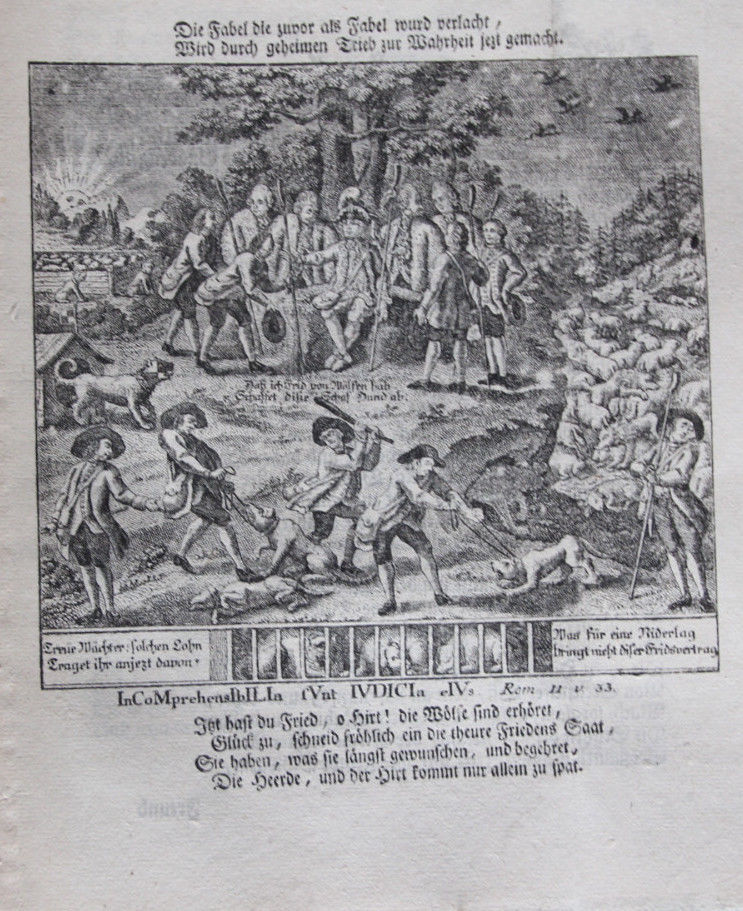
Deutsches zeitgenössisches Flugblatt gegen die Aufhebung des Jesuitenordens

In Frankreich geriet der Orden durch die aufstrebenden Jansenisten unter Druck. Diese von der Kirche teilweise verfolgte Frömmigkeitsrichtung geriet bald nach ihrer Gründung in Gegnerschaft zum Jesuitenorden. So verbreiteten sie zum Beispiel das Gerücht, der Orden habe Robert François Damiens im Jahr 1751 beauftragt, ein Attentat auf König Ludwig XV. zu verüben.
Zum anderen war der international tätige Orden der Krone im Weg: Im Zuge des Gallikanismus, der mit der Pragmatischen Sanktion von Bourges von 1438 eingeleitet wurde und in den gallikanischen Artikeln von 1682 seine Fortsetzung fand, war das Königtum bestrebt, die pontifikale Macht zu begrenzen. Noch um das Jahr 1730 schienen die Jesuiten über den Jansenismus triumphiert zu haben.
Anlass zur Auflösung bot dann konkret – ähnlich wie in Portugal – die Missionstätigkeit des Ordens in Übersee. Antoine de LaValette, der Generalobere der Jesuitenmissionen in Lateinamerika, war wegen verbotener Handelstätigkeit auf Martinique ins Visier geraten. Als er im Jahr 1755 bankrottging und Schulden im Wert von 2,4 Millionen Livres hinterließ, lehnten die französischen Jesuiten eine Gesamthaftung des Ordens ab. Dies führte zu einem Prozess vor dem jansenistisch dominierten Parlement de Paris (Gericht von Paris), in dem im Jahr 1764 die bis dahin geheimen Constitutiones des Ordens aufgedeckt wurden.
Dass die französischen Patres dem Papst absoluten Gehorsam schuldeten, also mehr Loyalität als der französischen Krone, löste erhebliche Empörung aus. Das Pariser Parlement verbot den Jesuiten daraufhin jegliche Verbindung mit ihren Oberen und zog ihren Besitz ein. Im November 1764 folgte König Ludwig XV. mit einem Edikt, in dem den verbliebenen Jesuiten ein Treueeid auf die Krone abverlangt wurde, den aber nur sechs von ihnen zu leisten bereit waren. Damit war die Tätigkeit des Ordens in Frankreich beendet.

## Verbot in Spanien
In Spanien bot ebenfalls der Jesuitenstaat von Paraguay einen der äußeren Anlässe zum Verbot des Ordens. Um die sogenannten „Reduktionen“ instand zu setzen und sich gegen die Sklavenjäger aus São Paulo, die berüchtigten Bandeirantes, zu verteidigen, hatten die Jesuiten ihren Indios gestattet, sich zu bewaffnen, was dem Vorurteil, sie strebten nach eigener politischer Macht, weitere Nahrung gegeben hatte.
Als es im Jahr 1766 zum so genannten „Madrider Hutaufstand“ kam – die Regierung hatte mit dem Verbot, Sombreros zu tragen, und einer gleichzeitigen Steuererhöhung den Zorn der Bürger erregt – wurden, wieder gegen die Beweislage, die Jesuiten als angebliche Drahtzieher dafür verantwortlich gemacht. Am 27. Februar 1767 wurde der Orden in Spanien durch ein Dekret König Karls III. verboten, seine Mitglieder verhaftet und außer Landes geschafft. Gleichzeitig wurden auch die Reduktionen in Paraguay aufgelöst und alle Jesuiten aus den spanischen Kolonien vertrieben.

## Aufhebung des Ordens
Ein Territorialkonflikt zwischen dem bourbonisch regierten Herzogtum Parma und dem Kirchenstaat bot schließlich den anderen bourbonischen Thronen von Frankreich und Spanien sowie Portugal einen Hebel, um verstärkten Druck auf die päpstliche Kurie auszuüben, den verhassten Orden gänzlich aufheben zu lassen. Nach zähen Verhandlungen fügte sich Clemens XIV. und hob am 21. Juli 1773 durch das Breve Dominus ac Redemptor den Orden auf. Im Jahr darauf wurden dem Kirchenstaat drei kleinere Territorien zurückgegeben, die von bourbonischen Mächten besetzt worden waren, um Druck auf die Kurie auszuüben. Eine im August 1773 von Clemens XIV. eingesetzte Kongregation unter Leitung des Kardinals Andrea Corsini setzte Maßnahmen gegen jesuitische Theologen, darunter viele Verhaftungen, um.

## Folgen
Nach dem Ende ihres Ordens sammelten sich die Jesuiten in verschiedenen Genossenschaften zur Herz-Jesu-Verehrung, die zum Teil sogar die Jesuitenregel übernahmen, zum Beispiel in der 1794 gegründeten „Gesellschaft des Hl. Herzens Jesu“ oder den drei Jahre später gestifteten Paccanaristen. Mit der Auflösung des Ordens endeten die Verschwörungstheorien gegen ihn noch keineswegs: Man argwöhnte, er würde seine Arbeit im Geheimen fortsetzen, und als Clemens XIV. im September 1774 verstarb, argwöhnte der Aufklärer Jean Baptiste d’Alembert in einem Brief an König Friedrich II. von Preußen, der Papst sei sicher einem Giftanschlag der rachsüchtigen Jesuiten erlegen.
In Russland und in Preußen, wo die nicht-katholischen Regierungen die päpstliche Autorität nicht anerkannten, fanden einige der Jesuiten Zuflucht, vor allem weil die Herrscher des Aufgeklärten Absolutismus, Zarin Katharina die Große und Friedrich II., die Vorteile des jesuitischen Schulsystems nicht aufgeben wollten und weil beide Herrscher für die katholische Bevölkerung Polens, das zwischen Russland und Preußen aufgeteilt worden war, Seelsorger benötigten.
Wenige Jahre nach dem Verbot wurde jedoch die absolutistische Staatsidee, für die der internationale Orden ein Störfaktor war, durch die Französische Revolution ab 1789 so massiv erschüttert, dass sich das Ancien régime nicht mehr davon erholen sollte. Folgerichtig nutzte Papst Pius VII. im Jahr 1814 die Rückkehr des Papsttums auf das völkerrechtliche Parkett, um die Jesuiten, die partiell die Aufhebung überstanden hatten, mit der Bulle Sollicitudo omnium ecclesiarum wieder zu restaurieren. Obwohl der Orden den Schock der Aufhebung von 1773 möglicherweise nie ganz verkraftet hat, stellte er im 19. und 20. Jahrhundert zahlreiche führende Theologen und im 21. Jahrhundert zum ersten Mal einen Papst.
Jesuitenverbote hat es auch in der Folge gegeben. Beispielsweise war der Orden in Deutschland – als Teil einer Reihe von Maßnahmen im Kulturkampf – von 1872 bis 1917 verboten (Jesuitengesetz). Die Schweizer Bundesverfassung von 1874 (Artikel 51) verbot den Orden in der Schweiz. Dieser konfessionelle Ausnahmeartikel wurde erst im Jahr 1973 aufgehoben.